# メガバックス
株式会社メガバックスは、テレビ番組の制作を行う会社である。
元ブリッジ所属・ディレクター岡正明が2004年に設立。
よみうりテレビの担当番組が多い。

## 所在地
- 大阪市北区東天満1-11-13　広垣ビル８F

## 所属スタッフ
- 岡正明（代表者／ディレクター）
- 奥田由美（プロデューサー）
- 栗原佐知（ディレクター・アシスタントプロデューサー）
- 宮脇依里（ディレクター）
- 大岩正依（ディレクター）
- 辻山健太（ディレクター）
- 谷口仁美（ディレクター）
- 鈴木徹（ディレクター）
- 角田浩基（アシスタントディレクター）
- 山下恵（デスク）

## 主な制作番組

### 現在
レギュラー
- 大阪ほんわかテレビ（読売テレビ）
- あさパラS（読売テレビ）
- 情報ライブ ミヤネ屋（読売テレビ）
- グッと!地球便（読売テレビ）
- 朝生ワイド す・またん!（読売テレビ）
- 上沼・高田のクギズケ!（読売テレビ）

単発

### 過去
レギュラー
- ちょこっとNS（読売テレビ）
- 今夜はえみぃ〜GO!!（MBS毎日放送）
- なるトモ!（読売テレビ）
- たかじんのそこまで言って委員会（読売テレビ）
- SUPER SUPPRISE・木曜日「怒っと（どっと）JAPAN」（読売テレビ）
- 愛の修羅バラ!（読売テレビ）
- あさパラ!（読売テレビ）
- あほやねん!すきやねん!（NHK大阪）
- 旅は道ヅレ（MBS毎日放送）

単発
- メッセ・中川家のTVの面白さ全部見せてやるSP（読売テレビ）
- 鳥人間コンテスト選手権大会（読売テレビ）
- 上方お笑い大賞（読売テレビ）
- ニューススクランブルどないやねんSP（読売テレビ）
- わくわく宝島SP（読売テレビ）
- ベストヒット歌謡祭（読売テレビ）